# Station Tłuszcz
Station Tłuszcz is een spoorwegstation in de Poolse plaats Tłuszcz.

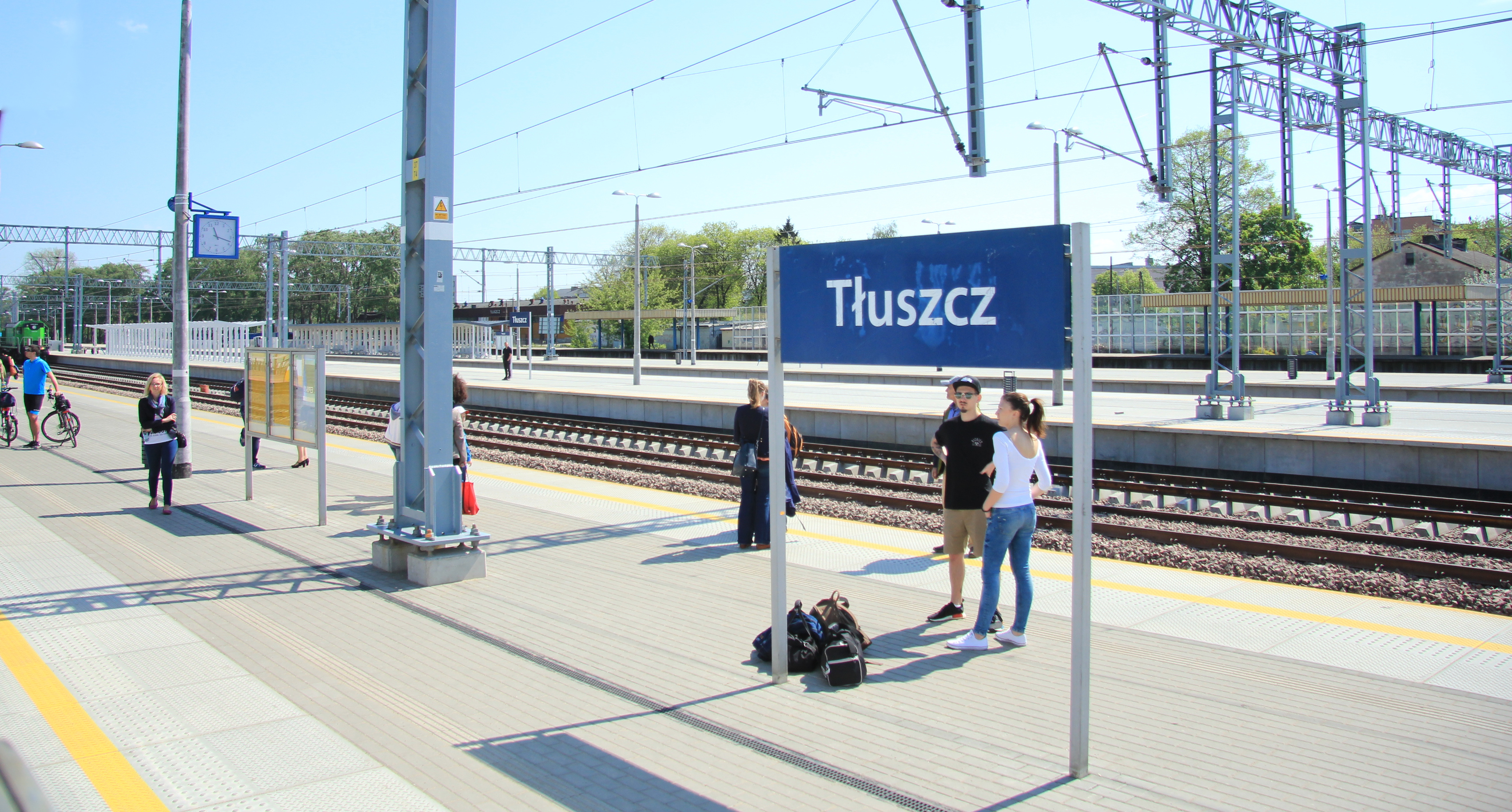